# FV Dresden 06

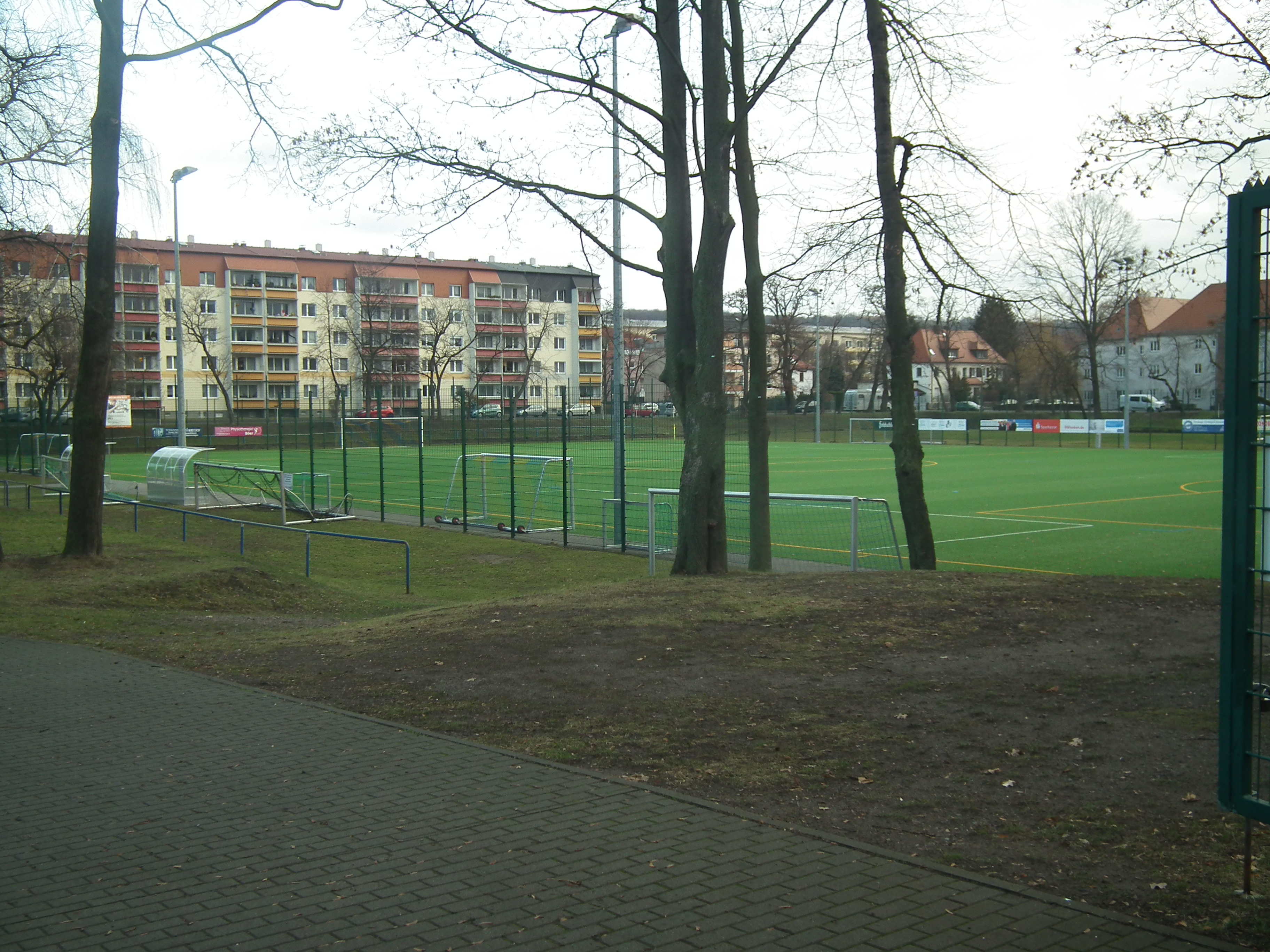
Stadion Steirische Straße

Der FV Dresden 06 Laubegast, kurz FV Dresden 06, ist ein deutscher Fußballverein aus dem Dresdner Stadtteil Laubegast. Er spielt seit der Saison 2020/21 in der 6. Liga, der Sachsenliga. Heimstätte des 340 Mitglieder starken Vereins ist das Stadion an der Steirischen Straße, dieses hieß zu DDR-Zeiten Richard-Clauß-Kampfbahn.

## Geschichte
Im Mai 1906 gründeten ehemaligen Spieler von Pretoria Dresden den FC Habsburg Dresden. In der Folge vollzogen die Sachsen einige Namensänderungen, 1914 erst in VfR Habsburg Dresden und am 7. Mai 1918 in Dresdner Sportverein 06.
1910 gelang der Aufstieg in die 1. Spielklasse, die Gauliga Ostsachsen. Nach einem dritten Platz 1911/12 und der Vizemeisterschaft 1914/15 erreichte der Verein aus dem Dresdener Osten in der Saison 1919/20 mit dem Gewinn der Meisterschaft im Gau Ostsachsen den größten Erfolg der Vereinsgeschichte. In der Qualifikation zur mitteldeutschen Meisterschaft konnte sich der Dresdner SV 06 gegen den mittelsächsischen Meister National 1900 Chemnitz durchsetzen. In der Endrunde wurde man Sechster, erreichte aber einen Achtungserfolg durch ein 1:1 gegen den späteren mitteldeutschen Meister VfB Leipzig.
Im selben Jahr gewann man auch den Ostsächsischen Pokal. Diesen Erfolg konnte man 1926 mit dem zweiten Pokalgewinn wiederholen.
1945 wurde der Dresdner SV 06, der kriegsbedingt bereits 1941 seinen Spielbetrieb einstellen musste, verboten und anschließend aufgelöst. Es erfolgte eine Neugründung als SG Laubegast. In der Folgezeit standen dem Verein wieder Namensänderungen bevor, 1949 in BSG Zeiss Ikon Dresden, 1951 in BSG Motor Dresden-Ost sowie ab 1966 in BSG Pentacon Dresden. Sportlich konnten sich die Dresdner in der DDR nicht im höherklassigen Fußball etablieren. Erst 1978 gelang der Aufstieg in die damals viertklassige Bezirksklasse Dresden.
Am 1. Juli 1990 wurde aus der BSG Pentacon Dresden der SV Praktica Dresden. Nach dem Ausstieg des Trägerbetriebes machte sich die Abteilung Fußball des SV Praktica Dresden am 13. Dezember 1990 als FV Dresden 06 Laubegast selbständig. Auf sportlicher Ebene gewannen die Dresdner in der Spielzeit 2001/02 die Meisterschaft in der Landesliga Sachsen. In der Oberliga Nordost konnte sich Laubegast insgesamt drei Spielzeiten halten. Zu dieser Zeit bekam der FV Dresden 06 Laubegast durch das Elbhochwasser 2002 überregionale Aufmerksamkeit, da das gesamte Vereinsgelände überflutet wurde. Im Jahr 2005 erfolgte dann der Abstieg in die Landesliga und schließlich 2009 der Abstieg in die Bezirksliga, die heutige Landesklasse.

Nach 11 Jahren in der Landesklasse gelang Laubegast im Jahr 2020 nach coronabedingtem Saisonabbruch als Tabellenerster der Aufstieg in die Sachsenliga, der 6. Liga. In der Saison 2020/21 schied man in der 3. Runde des Sachsenpokals gegen den Regionalligisten 1. FC Lokomotive Leipzig mit 0:1 vor über 650 Zuschauern im heimischen Stadion aus. Seither schloss man wiederholt Spielzeiten im Mittelfeld der Tabelle ab.

### Vereinswappen

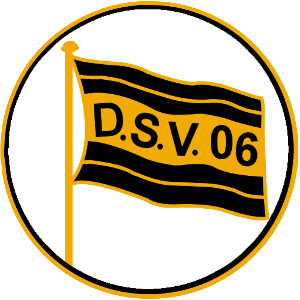
Dresdner Sportverein 06 (1918–1945)
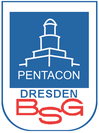
BSG Pentacon Dresden (1966–1990)
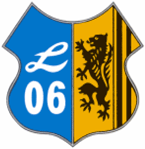
FV Dresden 06 Laubegast (1990–2000)

## Erfolge
- Ostsächsischer Meister: 1920
- Meister Landesliga Sachsen: 2002
- Bezirksligameister Dresden: 2001
- Ostsächsischer Pokalsieger: 1920, 1926
- DFB-Bezirkspokalsieger Dresden: 1997, 2001

## Personen
- Steffen Büttner
- Eduard Geyer (Ehrenmitglied)
- Rico Glaubitz
- Marcus Hesse
- Toralf Konetzke
- Stefan Kutschke
- Matthias Maucksch
- Robert Scannewin
- Tony Schmidt